# Broke with Expensive Taste
Broke With Expensive Taste (lit. 'Pobre con gusto caro') es el primer álbum de estudio de la rapera y conflictiva estadounidense Azealia Banks publicado en 2014. En 2011 la rapera publicó el primer sencillo, titulado "212" en colaboración con Lazy Jay. Luego de la recepción positiva de esta canción, Banks firmó un contrato con Interscope Records y Polydor Records. Tras dos años de retrasos, la rapera se desligó de las discográficas en el año 2014 y el 7 de noviembre publicó su álbum de forma independiente a través de iTunes. Debido a la gran recepción de la crítica, la discográfica Prospect Park le ofreció un contrato y decidió lanzar el álbum en formato físico el 3 de marzo.

## Antecedentes
Azealia Banks comenzó a trabajar en el disco en 2011, tras el éxito del sencillo «212», pero la publicación se retrasó por los continuos problemas con las discográficas Interscope y Polydor Records. La artista puso fin a su contrato con estas en julio de 2014 y se unió a Propect Park, sello con el que publicó el álbum en noviembre de 2014 sin anuncios previos.
Con respecto al nombre del álbum, Azealia se refiere a estar "en quiebra" (sin dinero) pero tener "gustos caros".

## Contenido musical
Stephen J. Horowitz, de Billboard, caracterizó el álbum como una pieza de house rap con toques R&B. Mark Guiducci de Vogue, destacó los elementos de trap y trance de algunos temas. La amplia gama de ritmos —rap, hip hop, house rap, dance, R&B, Ritmos Latinos, UK Garage, bachata— le dan al disco un carácter ecléctico. Banks indicó que su objetivo era algo "tan elegante y auténtico como todo lo que hago". El álbum contó con las colaboraciones de Lazy Jay en "212", el rapero Theophilus London en "JFK" y el cantante Ariel Pink en "Nude Beach A-Go-Go".

## Críticas
Broke With Expensive Taste recibió la aclamación por parte de los críticos. En Metacritic, recibió un promedio de 77 puntos de 100. Rolling Stone le dio 3 estrellas y media, con el comentario de que es el "disco más audaz del año". Mateo Horton de NME describió el disco como "una inundación en cascada de imaginación alocada. ¿Valió la pena la espera? Casi". Suzie McCracken de The Observer cree que es "un contendiente para el álbum del año" y elogió el eclecticismo de la música. Brennan Carley de Spin opinó que Banks era una "explosión de personalidad" y escribió que el álbum "gotea confianza, con clase, ráfagas de brillantez y personalidad". 
Broke with Expensive Taste fue nombrado el tercer Mejor Álbum de 2014 por Cosmopolitan. James Reed de The Boston Globe lo incluyó en el puesto 10 en su lista de los Mejores Discos de 2014. Mientras tanto, en The New York Times el crítico Jon Pareles ubicó el álbum en el número 3 en su lista de los Mejores Discos del Año. En la lista de los 40 Mejores Álbumes de Rap del 2014 por la revista Rolling Stone se ubicó en el número 10; un crítico de la revista calificó el registro "el tipo de triunfo sin esfuerzo que merece para eclipsar el circo de Internet". En la revista Time, Nolan Feeney consideró que el álbum fue el décimo Mejor Lanzamiento del Año, alabando el estilo y la voz de Azealia en el álbum.
Broke with Expensive Taste fue votado el 14 Mejor Álbum del 2014 en el Pazz y Jop , una encuesta anual de críticos a cargo de The Village Voice. El disco también apareció en las listas de Mejores Discos del 2014 en MusicOMH (número 98), Pitchfork Media (número 25), Complex (número 15), y en Spin (número 38).

## Recepción comercial
Broke With Expensive Taste debutó en el número 62 en el "UK Albums Chart" en la semana del 15 de noviembre del 2014 con 1751 copias vendidas.
El álbum debutó en el número 30 del "Billboard 200" vendiendo 11.165 copias en los primeros cuatro días de su lanzamiento. En su segunda semana, el álbum cayó al número 98, vendiendo 4096 copias.  Hasta abril de 2015 el álbum ha vendido 31 000 copias en los Estados Unidos.

## Lista de canciones
| N.º | Título                              | Escritor(es)                                                                                        | Productor(es)               | Duración |  |
| 1.  | «Idle Delilah»                      | Azealia Banks, David Kennedy, Kevin James, Harvey Mason, Jr.                                        | Pearson Sound               | 4:32     |  |
| 2.  | «Gimme a Chance»                    | Banks, James, Mason, Jr, Enon, Oskar Cartaya                                                        | Enon, Oskar Cartaya         | 3:54     |  |
| 3.  | «Desperado»                         | Banks, James, Mason, Jr, M. J. Cole                                                                 | M. J. Cole                  | 3:57     |  |
| 4.  | «JFK» (featuring Theophilus London) | Banks, London, James, Alexander Green                                                               | Boddika                     | 5:00     |  |
| 5.  | «212» (featuring Lazy Jay)          | Banks, Jef Martens                                                                                  | Lazy Jay                    | 3:25     |  |
| 6.  | «Wallace»                           | Banks, James                                                                                        | Yung Skeeter                | 3:51     |  |
| 7.  | «Heavy Metal and Reflective»        | Banks, James Strife, Julian Wodsworth                                                               | Lil Internet                | 2:37     |  |
| 8.  | «BBD»                               | Banks, James, Jonathan Harris                                                                       | Apple Juice Kid, Sup Doodle | 3:18     |  |
| 9.  | «Ice Princess»                      | Banks, James, Harris                                                                                | AraabMuzik                  | 3:43     |  |
| 10. | «Yung Rapunxel»                     | Banks, James, Premro Smith, Chadron Moore                                                           | Lil Internet                | 4:00     |  |
| 11. | «Soda»                              | Banks, SCNTST, Jack Fuller                                                                          | SCNTST                      | 3:43     |  |
| 12. | «Chasing Time»                      | Banks, Harris, Warren 'Oak' Felder, Ronnie Colson, Steve Mostyn, Andrew 'Pop' Wansel, Kelly Sheehan | Pop Wansel                  | 3:30     |  |
| 13. | «Luxury»                            | Banks, Travis Stewart                                                                               | Machinedrum                 | 2:48     |  |
| 14. | «Nude Beach A-Go-Go»                | Banks, Mason, Jr., Ariel Rosenberg                                                                  | Ariel Pink                  | 2:20     |  |
| 15. | «Miss Amor»                         | Banks, James, Fuller                                                                                | Lone                        | 4:28     |  |
| 16. | «Miss Camaraderie»                  | Banks, Fuller, Cutler                                                                               | Lone                        | 5:09     |  |

## Lista de posiciones
| Lista (2014)                            | Mejor posición |
| --------------------------------------- | -------------- |
| Australia (ARIA)                        | 49             |
| Bélgica (Ultratop flamenca)             | 197            |
| Estados Unidos (Billboard 200)          | 30             |
| Estados Unidos (Independent Albums)     | 2              |
| Estados Unidos (Top R&B/Hip-Hop Albums) | 3              |
| Estados Unidos (Top Rap Albums)         | 2              |
| Irlanda (IRMA)                          | 79             |
| Reino Unido (UK Albums Chart)           | 62             |
| Reino Unido (UK Independent Albums)     | 5              |
| Reino Unido (UK R&B Albums)             | 6              |